# Sedlec (district de Třebíč)
Pour les articles homonymes, voir Sedlec.
Sedlec (en allemand : Sedletz) est une commune du district de Třebíč, dans la région de Vysočina, en République tchèque. Sa population s'élevait à 246 habitants en 2020.

## Géographie
Sedlec se trouve à 5 km au sud du centre de Náměšť nad Oslavou, à 19 km à l'est-sud-est de Třebíč, à 47 km au sud-est de Jihlava et à 160 km au sud-est de Prague.
La commune est limitée par Vícenice u Náměště nad Oslavou et Náměšť nad Oslavou au nord, par la rivière Oslava et Březník à l'est, par Kladeruby nad Oslavou et Popůvky au sud, et par Hartvíkovice à l'ouest.

## Histoire
La première mention écrite de la localité date de 1101.

## Transports
Par la route, Sedlec se trouve à 9 km de Náměšť nad Oslavou, à 23,5 km de Třebíč, à 56,5 km de Jihlava et à 187 km de Prague.